# 紀元前360年
紀元前360年（きげんぜん360ねん）は、ローマ暦の年である。
当時は、「マルクス・ファビウス・アンブストゥスとガイウス・ポエテリウス・リボ・ウィソルスが共和政ローマ執政官に就任した年」として知られていた（もしくは、それほど使われてはいないが、ローマ建国紀元394年）。紀年法として西暦（キリスト紀元）がヨーロッパで広く普及した中世時代初期以降、この年は紀元前360年と表記されるのが一般的となった。

## 他の紀年法
- 干支 : 辛酉
- 日本
  - 皇紀301年
  - 孝安天皇33年
- 中国
  - 周 - 顕王9年
  - 秦 - 孝公2年
  - 楚 - 宣王10年
  - 斉 - 桓公15年
  - 燕 - 文公2年
  - 趙 - 成侯15年
  - 魏 - 恵王10年
  - 韓 - 昭侯3年
- 朝鮮
  - 檀紀1974年
- ベトナム :
- 仏滅紀元 : 185年
- ユダヤ暦 :

## できごと

### エジプト
- スパルタ王アゲシラオス2世の支援を得て、ナクトホルエブはジェドホルを退位させてエジプトのファラオとなった。ジェドホルはスーサに逃れ、アケメネス朝ペルシアと和平を結んだ。ナクトホルエブはスパルタの支援に対して、230タラントを支払った。

### ギリシア
- スパルタ王アゲシラオス2世は、エジプトからギリシアへの帰途、キュレネで死亡した。アルキダモス3世が後を継いだ。
- イリュリアがモロシア人を攻撃すると、モロシア人の王アリュバスは、非戦闘民を安全な場所に導いた。イリュリアの略奪が終わると、彼らは略奪品を負っており、容易にモロシア人に敗れた。

### 共和政ローマ
- ガリアは再びローマの門に達したが、打ち負かされた。

### 中国
- 魏の恵王が黄河と淮河を連結する運河であるzh:鴻溝を開削する。
- 商鞅が李克の法経を携えて秦に投じる。

### 文学
- プラトンは、初めてアトランティス大陸に言及した対話篇『ティマイオス』と『クリティアス』を書いた。

## 誕生
- カッリステネス - ギリシアの歴史家（紀元前328年没）
- ピュロン - ギリシアの哲学者（紀元前270年没）

## 死去
- アゲシラオス2世 - スパルタ王（紀元前444年生）
- zh:公叔痤 - 魏の相国